# Nord (departament)
|  | Per a altres significats, vegeu «Nord (desambiguació)». |

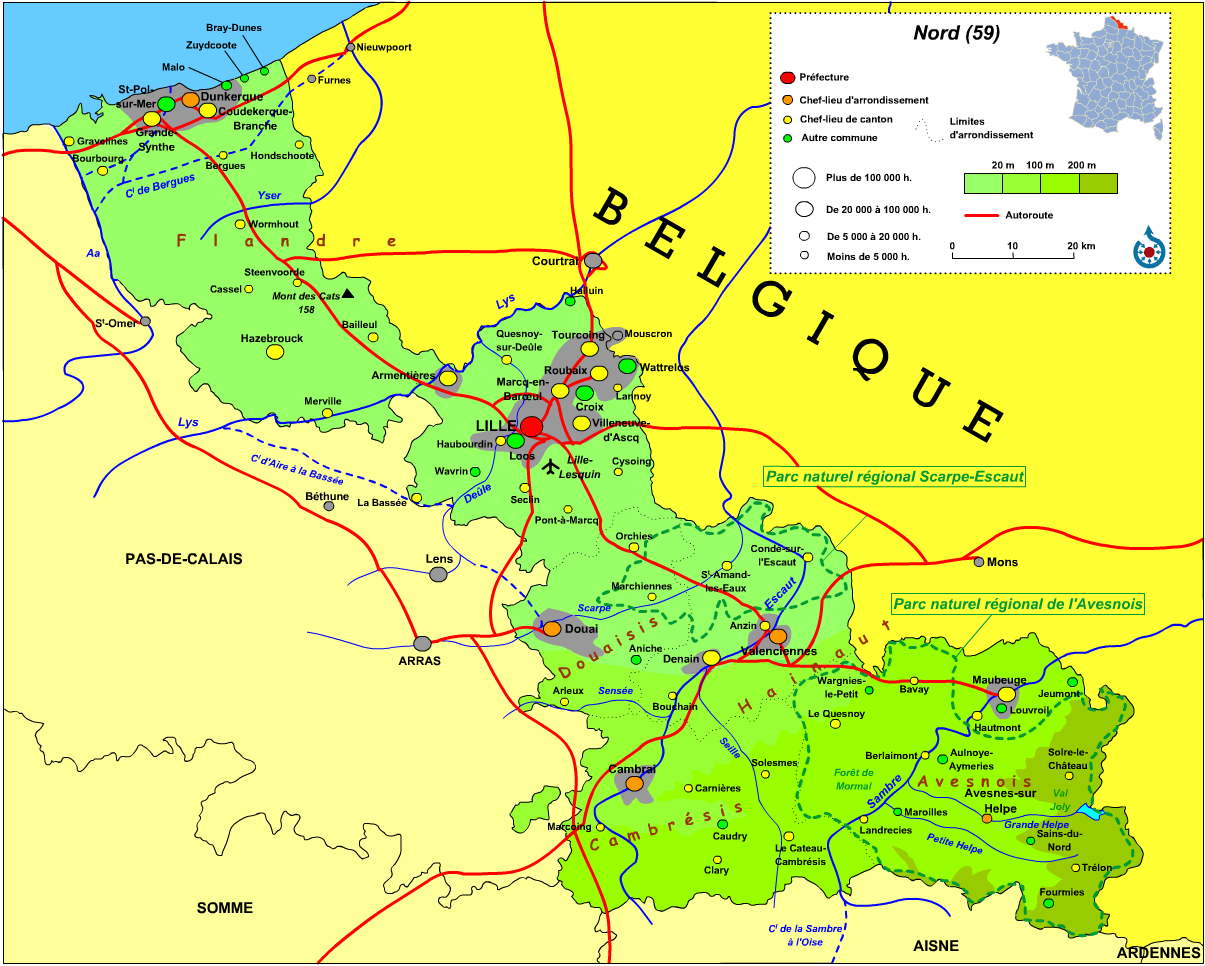
Mapa del departament del Nord

El Nord (59) és el departament més septentrional de França, d'aquí el seu nom, a la regió dels Alts de França. Així mateix, és el departament més poblat del país.

## Geografia
El departament del Nord limita amb Bèlgica, amb la Mar del Nord, i amb els departaments de Pas de Calais, Aisne i Somme.
Diversos rius travessen el departament, els més importants són l'IJzer, Leie, Escalda, Scarpe i Sambre.
El territori departamental està dividit en 79 cantons i 652 municipis. El cantó és una divisió territorial del departament, i que pot estar compost bé per diversos municipis, o bé per només un. En el cas de les grans ciutats, els cantons poden estar composts per diversos barris d'aquestes. El cantó porta el nom del seu chef-lieu, que en la majoria d'ocasions és la ciutat més important.

## Història
El Nord fou un dels 83 departaments originals creats durant la Revolució Francesa, el 4 de març de 1790 (en aplicació de la llei del 22 de desembre de 1789). Fou creat principalment a partir del territori de l'antic comtat de Flandes que va se annexionat per França al Tractat dels Pirineus el 1659..

## Política
El Consell General del Nord està controlat pel Partit Socialista (PS), que hi té la majoria absoluta. Aquesta assemblea és l'òrgan deliberant del departament.
Els seus membres, anomenats consellers generals, són escollits per un mandat de 6 anys. Ara bé, no tots els cantons celebren eleccions alhora, sinó que una meitat dels cantons les celebra en una data, i l'altra meitat les celebra 3 anys més tard. Així, cada 3 anys, es renova parcialment el Consell General del Nord.
L'escrutini es fa seguint el mateix sistema que regeix per a les eleccions legislatives: majoritari uninominal a dues voltes. Per a poder passar a la segona volta, cal obtenir el vot del 10% dels inscrits. Un candidat podrà sortir elegit conseller general des de la primera volta si hi aconsegueix la majoria absoluta dels vots emesos i com a mínim el vot del 25% dels inscrits al cens electoral.
L'atribució principal del Consell General és la de votar el pressupost del departament. Actualment, la composició política d'aquesta assemblea és la següent:
- Grup Socialista: 43 consellers generals
- Grup Unió pel Nord: 21 consellers generals
- Grup Comunista: 10 consellers generals
- Grup Unió per a la Democràcia Francesa: 5 consellers generals

Així mateix, l'altra principal funció del Consell General és la d'escollir d'entre els seus membres una comissió permanent, formada per un president i diversos vicepresidents, que serà l'executiu del departament. Actualment, el càrrec de president l'ocupa el socialista Bernard Derosier, elegit conseller general pel cantó de Lilla-Est, on va guanyar les eleccions amb el 73,18% dels vots emesos a la segona volta.

## Llengües regionals
- El picard (rouchi o ch'ti) : a Hainaut, Cambrésis, i Artois i al Flandes francòfon (districte de Lille i districte de Douai).
- El flamenc: del riu Leie al Mar del Nord, és a dir, de Belle a Duinkerke. A aquesta ciutat, el flamenc occidental també és anomenat dunkerquois, car presenta algunes especificitats.[cal citació]